# Kybos volgensis
Kybos volgensis är en insektsart som beskrevs av Vilbaste 1961. Kybos volgensis ingår i släktet Kybos och familjen dvärgstritar. Arten är reproducerande i Sverige. Inga underarter finns listade i Catalogue of Life.